# بنجامين بريسكو
بنجامين بريسكو (بالإنجليزية: Benjamin Briscoe)‏ هو رجل صناعة أمريكي ورائد في صناعة السيارات في مطلع القرن العشرين. ولد في 1867م، وتوفي في 1945م.

## سيرة ذاتية
في سنة 1910، وعندما كانت صناعة المركبات لاتزال في مهدها، موَّل بريسكو ديفيد بويك ليصنع سيارته الأولى، وفي المقابل، حصل على ملكية 97% من الشركة التي كانت تقوم بالتصنيع وهي شركة بويك موتور. وبعد ثلاث سنوات باع الشركة إلى جيمس إتش. وايتينج (1842-1919) وهو مالك شركة فلينت (ميتشيجان) واجون ووركس، وعبر المال الذي حصل عليه قام بتمويل شركة ماكسويل-بريسكو للسيارات والتي صنعت فيما بعد سيارة ماكسويل. بحلول 1909 كانت الشركة ثالث أكبر شركة سيارات في الولايات المتحدة مع مبيعات بلغت 9400 وحدة في السنة. وقد دُعمت الشركة من قبل جي بي مورجان وبنوك أخرى. لكن مع الأزمة المالية لسنة 1907، قرر بريسكو الاستغناء عن البنوك وتمويل أعماله بنفسه.
أراد بريسكو أن يجمع أعمال شركات السيارات الأربعة الكبرى (فورد، بويك، ريو، ماكسويل-بويك) في شركة واحدة. وبعد فشله في مفاوضات مع ويليام دورانت وهنري فورد ورانسوم إي. أولدز، عزم بريسكو على إطلاق شركته الخاصة، وهي شركة الولايات المتحدة للسيارات (United States Motor Company).
خلال الحرب العالمية الأولى، التحق بريسكو بالبحرية الأمريكية. بعد الحرب، ذهب إلى كندا ليصبح رئيس تنفيذي لشركة نفط تم الاستحواذ عليها فيما بعد من قبل شركة تكساكو. بعد ذلك، عمل بريسكو في تعدين الذهب في ولاية كولورادو.
في سنة 1940 تقاعد عن العمل.
توفى بنجامين بريسكو في سن الثامنة والسبعين بالقرب من منزله في فلوريدا.